# Михалевич Опанас Іванович
Опана́с (Панас) Іва́нович Михале́вич (5 липня1848, с. Скулин Ковельський повіт Волинська губернія — 1 лютого 1925) — український громадський діяч та етнограф, лікар за фахом.

## Життєпис
Опанас Михалевич народився 5 липня 1848 року в селі Скулин Ковельського повіту Волинської губернії у родині священика. Навчався у семінарії, але перевівся до Ровенської гімназії; закінчив навчання екстерном та вступив до медичного факультету Київського університету. Як здібного випускника Опанаса залишили працювати при університетській хірургічній клініці. Іще з часів студентства почався зв'язок Михалевича з київською українською громадою; близькими приятелями стали Дмитро Антонович та Михайло Драгоманов. Це привернуло увагу російської влади, тому через деякий час Михалевича було вислано з Києва. Опанас працює на посаді земського лікаря в різних містах, одружився з простою селянкою, із котрою щасливо прожив багато десятиліть.
1878 року доктор Михалевич приїздить до Єлисаветграда — тут вже діяв український гурток, однією з центральних постатей якого був Іван Карпович Тобілевич; збиралися то у Михалевича, то в оселі Тобілевича (сучасне приміщення літературно-меморіального музею І. К. Карпенка-Карого). Михалевич оповідав про діяльність київської громади, гуртом читали «Отечественные записки», статті Салтикова-Щедріна, перекладали українською мовою народників-белетристів Наумова, Решетнікова. Євген Чикаленко писав, що як тодішній старшокласник Єлисаветградського реального училища і член гуртка: «на учнів своїх Михалевич мав великий вплив не тільки своїм широким розумом, але й сердечністю, щирістю, вірою в людей».
1885 року доктора Михалевича разом із іншими членами єлисаветградського гуртка було заарештовано; 2 роки він просидів в одиночній камері одеської в'язниці. Часу не гаяв, вивчив грецьку та англійську мови. Останню так добре, що згодом передплачував медичний журнал англійською мовою та читав Дарвіна в оригіналі. Михалевич не дав жандармам жодного приводу для арешту Тобілевича. Тому попри всі підозри, Тобілевич потрапив під гласний нагляд поліції у Новочеркаську, Михалевич же був висланий на 5 років до Сибіру, в село Тунку Іркутської губернії. На засланні записував оповідання та пісні місцевих жителів — бурятів, кілька нарисів було надруковано в одеському часописі «По морю и суше». Опанас Михалевич для дітей залишив спогади про історію своєї родини «Хроніка Скулінських-Михалевичей». Лікарська практика на засланні Опанасу Михалевичу була заборонена; пізніше, з огляду на його численні клопотання, та повну відсутність у великому районі будь-якої допомоги, іркутська адміністрація була змушена такий дозвіл дати. Разом з Опанасом Михалевичем до Сибіру поїхали дружина та четверо дітей; діти дістали гарну учбову підготовку — бо в одній хаті з Михалевичем жив політичний засланець Юзеф Пілсудський. Майбутній маршал польського сейму став учителем маленьких Михалевичів.

Опанас Михалевич

До Єлисаветграда Михалевич повернувся 1892 року; в політичних організаціях участі більше не брав (його засмучував брак одностайності серед українців). У вільний час перекладав українською «Багатство народів» Адама Сміта. Переклад надіслав Володимиру Короленку до Полтави, згодом своїм коштом надрукував в Галичині та подарував весь наклад організаціям «Просвіти». Окрім приватної практики співробітничав з Червоним Хрестом, читав лекції на заводі Ельворті.
Наприкінці 1890-х працював на посаді лікаря міської лікарні. Практикою лікаря Михалевич заробляв значні гроші, але нічого не брав з бідних пацієнтів — допомагав їм ліками та грішми. Значну частку заробітку роздавав на купівлю книжок та брошур для шкільних бібліотек, також членам і приїжджим керівникам політичних антиурядових гуртків.
Думка Опанаса Михалевича багато важила для Карпенка-Карого; помітивши літературний хист Івана Карповича, Михалевич наполягав, аби Тобілевич спробував написати щось самостійно; так з'явилося оповідання «Новобранець». Коли на початку 1880-х років для Тобілевича настали важкі часи — дружба з Михалевичем була єдиною моральною підтримкою пмсьменнику; спілкування між ними тривало все життя. Ба — навіть трагічний діагноз — рак селезінки — Тобілевичу вперше поставив Михалевич. На жаль, київські лікарі та німецький спеціаліст Боаз підтвердили цей сумний вирок; у липні 1907 року (менш як за два місяці до своєї смерті) Карпенко-Карий в листі до брата Панаса Саксаганського непокоїться; «Опанас Іванович заслаб… жду листа від його сина Фані».
Лютневу революцію лікар Михалевич вітав, відразу пішов читати галицьке видання «Кобзаря» робітникам заводу Владислава Яскульського. У роки громадянської війни посаду в міській лікарні втратив, приватної практики майже не було, в цей час померла дружина, у квартиру до нього підселили чужих людей. Лікар Михалевич дуже бідував та тільки на початку 1924 року «за заслуги перед революцією» дістав персональну пенсію 100 карбованців.
Остання його літературна праця — підготовка відомостей про місцевих діячів для біографічного словника (на замовлення Української Академії Наук); рукопис було надіслано до Академії, подальша його доля невідома.
Опанас Михалевич застудив легені та помер 1 лютого 1925 року. Відповідно до волі покійного, його було поховано без духівництва на Биківському кладовищі, поруч з дружиною. Кладовище було знищене на початку 1970-х років.

## Особисте життя
Після вислання з Києва, Опанас Михалевич певний час жив на Полтавщині, де одружився з простою селянкою Катериною Шевченко, з якою прожив до смерти. У родини було кілька синів.
Син Панаса Михалевича Олександр згадував: "Живучи в Єлисаветі до арешту і заслання батько виявляв себе як переконливий соціаліст, народник і українець. Діяльність якого без сумніву мала просвітньо-благодійний характер. Маючи перед засланням велику практику, він значну частину свого заробітку передавав на купівлю книжок та брошур для сільських бібліотек".

## Спогади
1925 року історію знайомства з Михалевичем та риси його вдачі змальовує Євген Чикаленко у «Спогадах».
1930 року ґрунтовну розвідку небуденній людині присвятила педагог і мемуарист Наталія Бракер.
«Жив у Єлисаветграді ще один видатний українець, демократ чистої води, євангельської моралі у відносинах з людьми — доктор Михалевич» — Софія Русова.
Друга дружина Карпенка-Карого Софія Тобілевич у книзі «Мої стежки і зустрічі» присвятила Михалевичу не одну сторінку: «У нього була особлива здібність чи вміння будити й оживляти приспані, заглушені симпатії до свого рідного народу і направляти ці симпатії на корисні діла». Міцні зв'язки єднали Михалевича з родиною Тарковських; Олександр Тарковський разом з Михалевичем за участь у народницькому гуртку був висланий до Сибіру — вони навіть там мешкали в одній хаті. Після заслання Тарковський повернувся до Єлисаветграда; почуття щирої дружби та любові до Олександра Карловича Михалевич переніс на його сина Арсенія.
Влітку 1945 року Арсеній Тарковський написав автобіографічні замітки, в яких згадує місто свого дитинства; доктор Михалевич — не остання діюча особа цих нотаток; «Я багато хворів, і мені приписували багато ліків. Він скасовував їх всі та лікував мене чимось смачним на сиропах. Нічого, я вижив», «очі його були добрі до променистості», «Він один не сміявся над тодішніми моїми, втім, досить-таки дикими віршами, вислуховував їх уважно, обговорював їх та читав мені вірші Григорія Сковороди, які я досі пам'ятаю». Про Михалевича та вірші Сковороди Арсеній Тарковський згадував у бесідах з перекладачем Суламіф Мітіною у 2-й половині 1970-х років. У книзі «Уламки дзеркала» (що є життєписом кількох поколінь Тарковських), не оминула увагою Михалевича й донька Арсенія Тарковського — Марина.

## Вшанування пам'яті
На честь Михалевича в Кропивницькому у лютому 2016 році було названо вулицю "Панаса Михалевича" в місцевості Новомиколаївка.